# Chen Gang (komponist)
 For alternative betydninger, se Chen Gang. (Se også artikler, som begynder med Chen Gang)
Chen Gang (født 10. marts 1935 i Shanghai, Kina) er en kinesisk komponist, professor, lærer og pianist.
Gang studerede som barn klaver hos sin fader som også var komponist, og forskellige privat lærere, hvorefter han senere studerede komposition på Musikkonservatoriet i Shanghai (1955-1959). Han har skrevet en symfoni, orkesterværker, koncertmusik, kammermusik, symfoniske digtninge etc. Gang underviste som lærer og professor i komposition på Musikkonservatoriet i Shanghai. Han er mest kendt for orkesterværket Sommerfugle Elskerne, som er en violinkoncert for violin og orkester, og hører til Kinas mest kendte værker indenfor klassisk musik.

## Udvalgte værker
- Symfoni nr. 1 "Dragen" - for orkester
- Violinkoncert "Sommerfugle elskerne" - for violin og orkester